# Jean de Cieszyn
Jean de Cieszyn (polonais : Jan cieszyński; né vers 1339/1340 – après le 18 mai 1359), est un prince polonais, membre de la dynastie des Piast de Silésie de la lignée de Cieszyn.

## Biographie
Jean est le 4e fils du duc Casimir Ier de Cieszyn et de son épouse Euphémia, fille de  Trojden Ier de Czersk-Varsovie.
Comme plusieurs des enfants de Casimir Ier, Jean est destiné à la vie religieuse depuis son plus jeune âge comme ses sœurs Jolanta-Helena († 1364) et Elisabeth († 1364) et deux de ses frères (Boleslas et Siemovit).
La principale raison qui pousse Casimir Ier à destiner trois de ses cinq fils à l'église est de prévenir une future division du petit duché de Cieszyn entre eux après sa mort. De plus, le duc de Cieszyn est un loyal vassal des rois de Bohême et il espère ainsi obtenir grâce à leur appui pour ses fils des dignités ecclésiastiques.
Jean est mentionné dans un document du pape d'Avignon du 18 mai 1359, dans lequel il est nommé comme révérend de vingt diocèses de l'archidiocèse de Wrocław. Les sources sont ensuite muettes sur lui, ce qui semble suggérer qu'il soit mort prématurément peu après. Quelques historiens avancent la possibilité que Jean soit mort avant la publication du décret papal alors que l'annonce de sa mort n'était pas encore parvenue à Avignon.
Son lieu d'inhumation reste inconnu.